# Allium austrokyushuense
Allium austrokyushuense là một loài thực vật có hoa trong họ Amaryllidaceae. Loài này được M.Hotta mô tả khoa học đầu tiên năm 1998.